# Gniłowka
Gniłowka (ros. Гниловка) – wieś (ros. деревня, trb. dieriewnia) w zachodniej Rosji, w sielsowiecie studienokskim rejonu rylskiego w obwodzie kurskim.

## Geografia
Miejscowość położona jest nad rzeką Obiesta, 6,5 km od centrum administracyjnego sielsowietu studienokskiego (Studienok), 19 km od centrum administracyjnego rejonu (Rylsk), 125 km od Kurska.

## Demografia
W 2010 r. miejscowość zamieszkiwały 103 osoby.